# Gran Bretagna ai Giochi della XXV Olimpiade
La Gran Bretagna partecipò ai Giochi della XXV Olimpiade, svoltisi a Barcellona, Spagna, dal 25 luglio al 9 agosto 1992, con una delegazione di 371 atleti impegnati in ventitré discipline.